# 八十場站
八十場站（日语：／ Yasoba eki */?）是一位於日本香川縣坂出市西庄町，隸屬於四國旅客鐵道（JR四國）的鐵路車站，車站編號為Y07。本站現時只停靠普通列車，包括每天上下行各1班各站停車的「南風接駁號」。
本站與香西站、讚岐府中站及讚岐鹽屋站於1952年設立，然而各站的規模皆為小車站，月台長度只能容納1輛列車，因此絕大部份的列車都會通過而不停靠，使它們的地位和「臨時站」大致相近。直至瀨戶大橋線開通及進行電氣化和雙軌化後，月台才得以延長至2輛，並增加停車班次；及後高速化的改善工程繼而再將月台長度延長現時的4輛有效長度。
車站設立初期，由於月台長度只有兩節長度，因而大部份列車均不停靠。隨著1967年來往高松站及端岡站一段複線化，以及後來瀨戶大橋線開通及軌道電化後，車站設備才得到提昇，而停靠的列車亦有所增加。

## 車站構造
自開站起，本站均以簡易車站模式營運，一直以來都沒有興建站舍，車站出入口設於月台末端向鴨川站方向。在往高松方向的出入口旁設有自動售票機，而兩邊月台間以站外的平交道連接。
設有側式月台2個，提供2線2面的配置。月台上並沒有標示月台編號，而是以上、下行的方式來標示，但在售票機上則有顯往高松方向的月台是1號月台；而往坂出方向則為2號月台。路軌雖與瀨戶大橋線的列車共用，但由於所有瀨戶大橋線列車均不停靠，因此月台的上、下行均以予讚線的方向來命名。
兩邊均設有蓋候車亭，建於舊月台基座上，亦設候車座椅。至於加建部份則皆以鋼板及角鐵所搭建而成。
令各邊月台的有效長度為4輛，另外出入口均為無障礙斜道。

### 月台配置
| 月台 | 路線    | 方向 | 目的地                   |
| ---- | ------- | ---- | ------------------------ |
| 1    | ■予讚線 | 上行 | 高松方向                 |
| 2    | ■予讚線 | 下行 | 多度津、觀音寺、琴平方向 |

## 歷史
- 1952年1月27日：開業[6]。
- 1987年4月1日：日本國鐵分割民營化，車站的營運由JR四國繼承。
- 2014年3月1日：可以使用「ICOCA」[7]。增設對應ICOCA的簡易式出、入閘專用拍卡器。

## 使用情況
每日平均上車人次如下。
| 上車人次推移 | 上車人次推移 |
| 年度         | 1日平均人數  |
| ------------ | ------------ |
| 2008         | 88           |
| 2009         | 88           |
| 2010         | 99           |
| 2011         | 96           |
| 2012         | 98           |
| 2013         | 107          |
| 2014         | 107          |

## 相鄰車站
四國旅客鐵道（JR四國）
■予讚線
■快速「Marine Liner」、■快速「Sunport」
通過
■普通
鴨川（Y06）－八十場（Y07）－坂出（Y08）